# Oscar Francotte
Oscar Francotte (Chênée, 1857 - Ukkel, 1935) was een Belgisch architect.
Meerdere van de bouwwerken naar zijn ontwerp zijn ingeschreven als onroerend bouwkundig erfgoed, zowel in het Brusselse als in Vlaanderen. In 1883 behaalde hij voor een ontwerp een tweede prijs van de Société centrale d'architecture de Belgique.
Francotte was onder meer de architect van het oud hoofdkwartier van Val-Saint-Lambert, in Brussel aan de Oude Graanmarkt, gebouwd van 1911 tot 1914 en van het gerechtsgebouw van Leuven, gebouwd van 1923 tot 1930.